# Pákistán na Letních olympijských hrách 1984
Pákistán se účastnil Letní olympiády 1984 v americkém Los Angeles. Zastupovalo ho 31 mužů v 5 sportech.

## Medailisté
| Medaile | Jméno | Sport         | Soutěž      |
| ------- | --- | ------------- | ----------- |
| Zlato   | Abdul Rashid Hassan Sardar Quasim Zia Shahid Ali Khan Ayaz Mehmood Ghulam Moinuddin Manzoor Hussain Kaleemullah Khan Haneef Khan Nasir Ali Tauqeer Dar Khalid Hameed Mushtaq Ahmad Ishtiaq Ahmed Naeem Akhtar Saleem Sherwani | Pozemní hokej | turnaj mužů |